# Publius Quintilius
Publius Quintilius (1. század) ókori római jogtudós.
Cicero tesz említést róla egy levelében, ennek tanúsága szerint kora egyik kiváló jogtudósa volt. Munkáiból néhány sor maradt fenn csupán.